# عصير الكرز

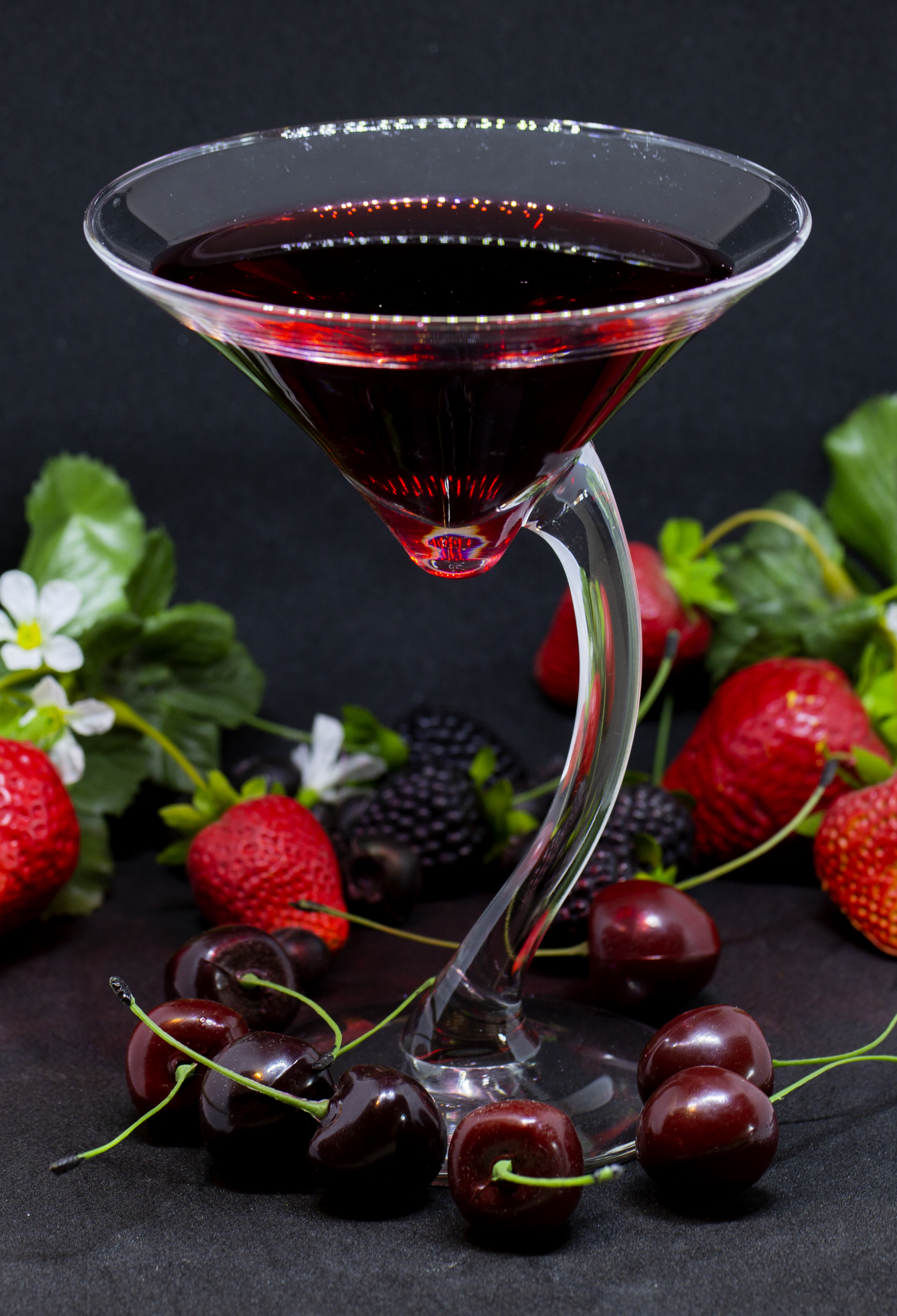
كأس من عصير الكرز

عصير الكرز هو عصير فواكه يتكون من عصير الكرز  يتم استهلاكه كمشروب ويستخدم كعنصر في الأطعمة المختلفة والأطعمة المصنعة والمشروبات.  كما يتم تسويقه كمكمل صحي يتم إنتاجه عن طريق عصر الكرز الساخن أو البارد  وتجميع العصير ثم ترشيحه وبسترته

## الاستخدامات

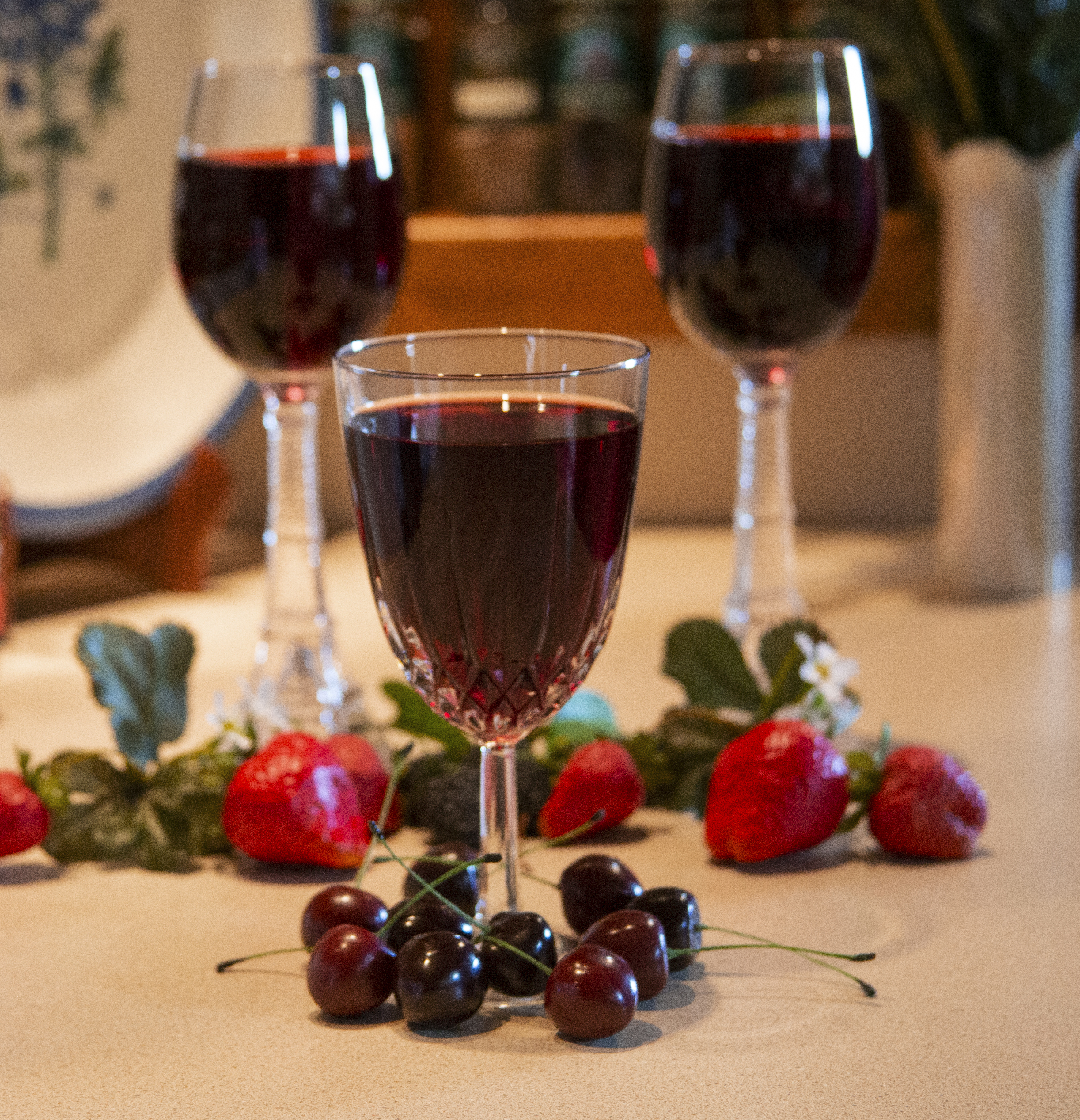
عصير الكرز

### استخدامه في اعداد الطعام
عصير الكرز هو منتج غذائي يتم إنتاجه بكميات كبيرة ويتم استهلاكه كمشروب ويستخدم كمكون في العديد من الأطعمة والأطعمة المصنعة والمشروبات  يتم استخدامه أحيانًا كمكون في مثلجات الكرز وفي حشو فطيرة الكرز  كما أنها تستخدم كمكون رئيسي في ترتد براندي الكرز والكرز كما تم إنتاج جيلي الكرز باستخدام العصير  يتم استخدام مركز عصير الكرز من قبل مصنعي الأغذية في إنتاج خلطات عصير الفاكهة يستخدم عصير الكرز من كرز مونتنونسي لإنتاج خلاصة الكرز والتي تستخدم كمركز نكهة من قبل الشركات المصنعة للأغذية

### في المشروبات الكحولية
يتم إنتاج براندي فاكهة كيرش أحيانًا عن طريق تقطير عصير الكرز المخمر  يستخدم عصير الكرز أيضًا كعنصر في البيرة  على سبيل المثال  تحتوي بيرة الكرز صموئيل سميث على 17٪ من عصير الكرز العضوي وتنتج شركة  قاروره الثلاث فلويدز وباستخدام عصير الكرز كمكون كما تم تخمير عصير الكرز من قبل بعض الشركات باستخدام عصير الكرز  يستخدم عصير الكرز المحلى أحيانًا في إنتاج الكريك الحملي وهو نوع من البيرة الكرز الحامض المميز من بلجيكا

### كمكمل غذائي
يتم إنتاج عصير الكرزمونتيمونسي كمكمل غذائي ويتم تصنيعه كمركز وفي كبسولات كمسحوق مجفف بالتجميد ويعد عصير كرز المونتمورنسي مصدرًا غنيًا للأنثوسيانين والفلافونويد  اقترحت بعض الدراسات أن تناول عصير كرز مونتمورنسي قد يعزز تعافي العضلات بعد التمرين المكثف وجدت مراجعة الأدبيات لعام 2019 أنه في حين أن عصير الكرز الحامض "قد لا يكون مثاليًا خلال مرحلة التكيف البناء من التدريب فقد يكون مفيدًا للرياضيين المدربين بالفعل في حالة الذروة الذين يتطلعون إلى تحسين التعافي من الالتهاب والإجهاد التأكسدي الناتج عن التدريب اليومي  المكثف أو المنافسة  وجدت مراجعة منهجية أن تأثير عصير الكرز على وجع العضلات كان ضئيلًا
وهناك ادعاءات بأن عصير الكرز يمكن أن يكون مفيدًا في تحسين النوم للأشخاص الذين يعانون من الأرق ولكن لا يوجد دليل جيد يدعم هذه الادعاءات

## الأنتاج التجاري
عادةً ما يتم إنتاج عصير الكرز التجاري على نطاق واسع باستخدام طريقة الاستخلاص الساخنة أو الاستخلاص البارد ويتضمن الاستخراج الساخن تسخين الكرز والضغط عليه ثم تصفيته وترشيحه لإزالة المواد الصلبة عادةً ما يكون لعصير الكرز المضغوط على الساخن لون أعمق مقارنةً بتلك المنتجة باستخدام الاستخلاص على البارد يعمل تسخين الفاكهة أيضًا على منع العصير من التحول إلى اللون البني لأن التسخين يوقف الأنشطة الإنزيمية الطبيعية التي تحدث عندما تتعطن الفاكهة
يتضمن الاستخراج البارد أولاً إزالة النوى من الكرز الطازج ثم عصرها وجمع العصير ثم يتم تسخين العصير لقتل الكائنات الحية الدقيقة وإيقاف نشاط الإنزيم وترسيخ الجسيمات قبل التصفية كما هو الحال مع العصير المستخلص على الساخن عادةً ما يتم تصفية العصير البارد أيضًا وتصفيته عصير الكرز المستخرج على البارد له تشابه أكبر مع نكهة الكرز الطازج  كما أن لونه أفتح مقارنةً بالعصير الساخن وكما يتم استخدام الكرز المجمد في بعض الأحيان ، مما يتيح إنشاء عصير له نكهة شبيهة بالكرز للعصير المستخلص على البارد ولون أعمق مثل ذلك الناتج عن الاستخراج الساخن
يضاف حمض الأسكوربيك أحيانًا كمثبت للون قبل عصر الكرز عادة ما يتم ترشيح العصير وتوضيحه قبل تعبئته  وعادة ما يتم استخدام البسترة أو البسترة السريعة يتم معالجتها في بعض الأحيان كمركزات مجمدة يتم شحن مركز عصير الكرز التجاري في حاويات سائبة إلى مصنعي المواد الغذائية وفي حاويات أصغر حجمًا للمستهلكين لمبيعات التجزئة
يتم إنتاج عصير الكرز في الولايات المتحدة في الغالب في ولاية ويسكونسن يتم إنتاج المزيد من الكميات الدقيقة في ولايات نيويورك وبنسلفانيا وكولورادو الأمريكية

### انتاجه كمشروبات غازية
عصير الكرز النقي له نكهة قوية ويمكن أن يكون له حموضة عالية  لذلك عند إنتاجه تجاريًا كمنتج مشروب فإنه يتم تخفيفه أحيانًا بالماء لجعله أكثر قبولًا يُضاف شراب السكر أو السكر الجاف أحيانًا إلى المنتج عند إنتاجه كمشروب تُستخدم أحيانًا مخاليط من العصائر المضغوطة على الساخن والمعصورة على البارد في إنتاج مشروبات عصير الكرز  مما يسمح بمنتج له لون ونكهة مرغوب فيهما للمستهلكين  يتم إنتاج عصير الكرز أيضًا كمنتج للمشروبات الغازية

## التاريخ
يلاحظ هيرودوت أن ارجيبينز كانوا يستهلكون عصير الكرز  إما طازجًا أو ممزوجًا بالحليب  عصير الكرز كان أيضا في حالة سكر من قبل الرومان القدماء
في أواخر القرن التاسع عشر لم يكن عصير الكرز يُنتج في الولايات المتحدة  وكان يُستورد من ألمانيا  تم استخدام العصير المستورد من قبل شركات بيع الخمور والأدوية بالجملة وكذلك منتجي الصودا عادة ما تستخدم شركات الأدوية العصير لإنتاج شراب لمياه الصودا  وشركات الخمور تستخدمه لإنتاج براندي الكرزوالكرز باونس والمشروبات الكحولية تم تقوية عصير الكرز المستورد من ألمانيا بالكحول لمنع العصير من التخمر  مما قد يفسده  خلال هذا الوقت تم تصدير العصير المنتج في ماغديبورغ بألمانيا من الكرز الأسود المزروع في المنطقة إلى الولايات المتحدة